# Camp Nou
A Spotify Camp Nou (katalánul) (magyarul: Spotify Új Mező), korábban Camp Nou, gyakran Nou Camp az FC Barcelona labdarúgócsapatának otthona Barcelonában, Katalóniában. A stadion 1957-ben készült el, az akkorra kicsinek bizonyuló Les Corts helyett, és Európa legtöbb néző befogadására alkalmas labdarúgó arénája lett. Az 1998-99-es szezon során az UEFA "ötcsillagos stadion" minősítéssel ismerte el a Barça otthonának nagyszerűségét. Az épület hivatalos neve Estadi del Futbol Club Barcelona volt 2000-ig, amikor a tagok a névváltoztatásról rendezett szavazáson azt javasolták, hogy legyen az addigi becenév, a Camp Nou a hivatalos név.
Jelenlegi nevét 2022. április 3-tól viseli, a megkötött szponzori szerződésnek megfelelően.

## A háttér (1948-1954)
Habár az első vélemények már 1948-ban napvilágot láttak egy új stadion építéséről, az óriási érdeklődéssel várt magyar sztár, Kubala László 1950. júniusi érkezése nyilvánvalóvá tette, hogy a Barça kinőtte a Les Corts Stadiont. A régi pályát, melyet 1922-ben létesítettek, néhány átalakítás után 60 000 néző befogadására volt képes, s a további bővítése gyakorlatilag lehetetlen volt. Ezért az Agustí Montal Galobart vezette FC Barcelona igazgatósága 1950. szeptember 19-én megvásárolt egy földdarabot Maternitat közelében, elég közel a régi Les Corts pályához.
Egy kellemetlen időszak következett, amikor az új stadion bizottsága megváltoztatta elképzelését a projekt helyszínéről, s a Diagonal tetején fekvő terület mellett döntött. Az ügyintézőkkel folytatott alkudozások nem sok eredményre vezettek és sosem jutottak el egy végleges megállapodáshoz. A vita Francesc Miró-Sans megválasztásáig folytatódott (1953. november 14.). Az új elnök különösen ragaszkodott hozzá, hogy az új stadion terveit azonnal valóra kell váltani, s hivatalba lépése utáni egyik első döntésében kijelölte az új területet, nem a Diagonal tetején, hanem az 1950-ben megvásárolt parcellán. A Nou Camp, 60 000 szurkoló előtt, március 28-án lefektetett alapkövét a barcelonai érsek szentelt fel.

## Az építkezés (1954-1957)
Az új stadion terveinek elkészítését Francesc Mitjans i Miró, Josep Soteras Mauri és Lorenzo García Barbón építészekre bízták. A klub az INGAR SA céget bízta meg a kivitelezéssel, akik 66,5 millió pezetáért vállalták el a létesítmény felépítését másfél éven belül. Azonban a végső költségek tetemesen meghaladták az ajánlatban szereplőt, elérték a 288 millió pezetát. Az összeget folyamatos bankkölcsönök segítségével előteremtették, így felépülhetett a stadion, de a klubnak ezután éveken át törlesztenie kellett az adósságát.

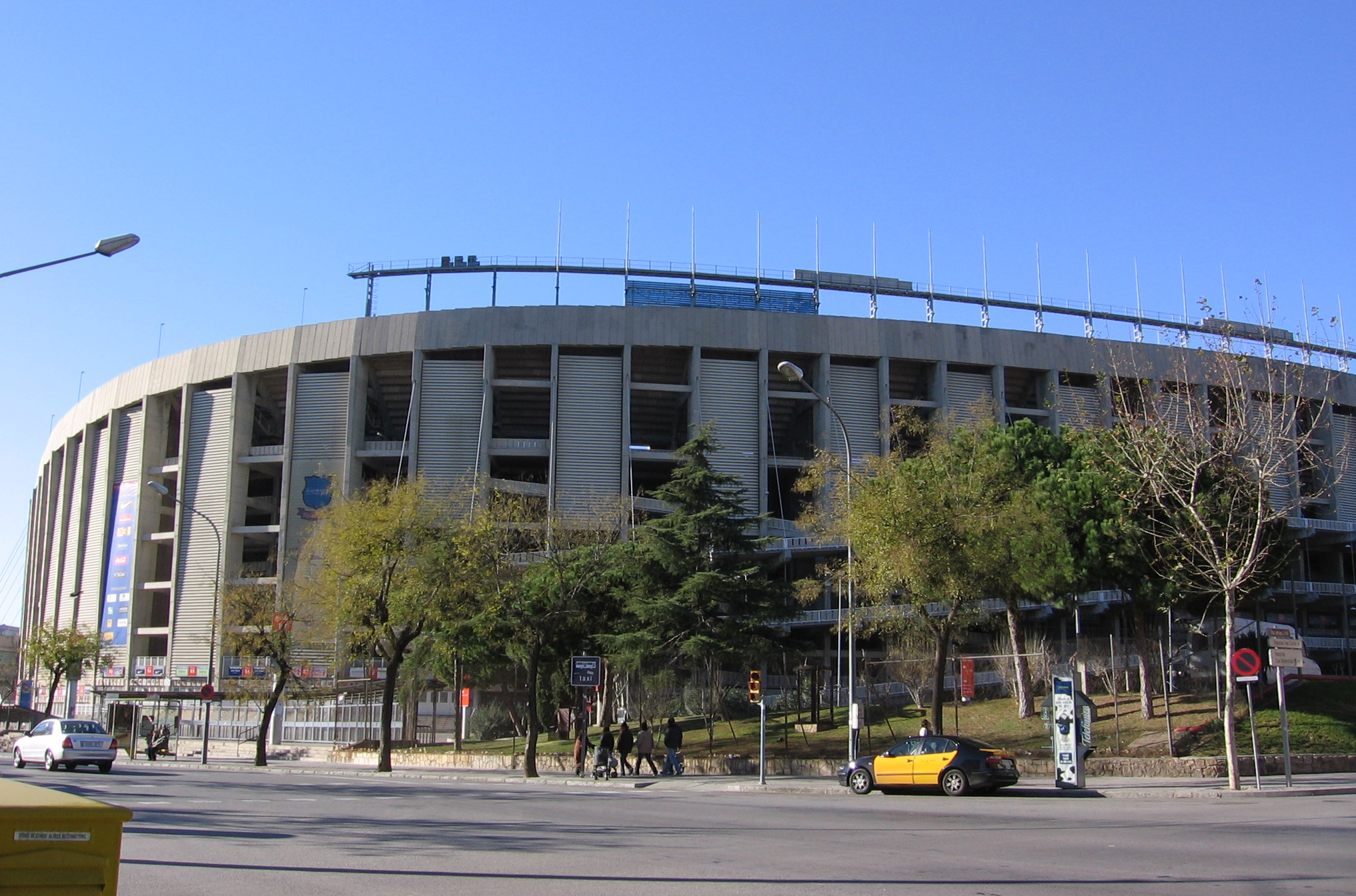
A Spotify Camp Nou kívülről

## A felavatás
1957. szeptember 24-ére jelölték ki a stadion felavatásának időpontját. A szervezőbizottságnak - mely a nyitóceremónia tervezésére alakult - két elnöke volt: Aleix Buxeres és Nicolau Casaus. Szeptember 21-én a Barcelonai Tanács nagytermében José Maria de Cossío, a Spanyol Királyi Akadémia tagja olvasta fel a kiáltványt, mellyel hivatalosan megnyitotta az új stadion felavatásának ünnepségét.
A fesztivál napjára a város a klub színeibe öltözött. Az avatás ünnepi misével kezdődött, majd Barcelona érseke, Gregorio Modrego felszentelte a stadiont. Rögtön ezután a Gracienc kórus elénekelte Händel (Messiás) Hallelujah-ját, majd körbehordozták a Montserrati Szűzanya képét. A világ sport és politikai méltóságainak sokasága ült az elnöki páholyban Francesc Miró-Sans mellett, beleértve a közlekedési minisztert, a sportminisztert, Barcelona polgári kormányzóját és polgármesterét. Ez a jelentős esemény elég volt, hogy ihletet merítsen a híres költő, Josep M. de Sagarra és megírja „Blau Grana" címmel szonettjét. Emellett megalkották a barcelonai stadion himnuszát Josep Badia dalszövege alapján, melyet Adolf Cabané zenésített meg.
A Nou Camp lelátói még nem készültek el teljesen, de így is 90 000 ember előtt nyíltak meg. A nézők előtt felvonultak az egyesület egyes csoportjainak, Katalónia fociklubjainak és a Barcelona szurkolói csoportjainak képviselői, valamint a klubhoz tartozó csapatok. Ezután elénekelték az előbb említett himnuszt, majd fél ötkor következett a stadionavató meccs az FC Barcelona és a Varsóból érkezett lengyel csapat között. A Barça kezdő tizenegye a következő volt: Ramallets, Olivella, Brugué, Segarra, Vergés, Gensana, Basora, Villaverde, Martínez, Kubala és Tejada. A második játékrészre a felállás az alábbiakra módosult: Ramallets, Segarra, Brugué, Gracia, Flotats, Bosch, Hermes, Ribelles, Tejada, Sampedro és Evaristo. A játék a hazaiak 4-2-es győzelmével végződött, ahol a gólokat Eulogio Martínez (a 11. percben ő rúgta a Nou Camp történetének első gólját), Tejada, Sampedro és Evaristo szerezték.
A félidőben 1500 helyi néptáncos táncolt, majd 10 000 galambot engedtek szabadon. Elkezdődött egy új korszak az FC Barcelona történelmében.

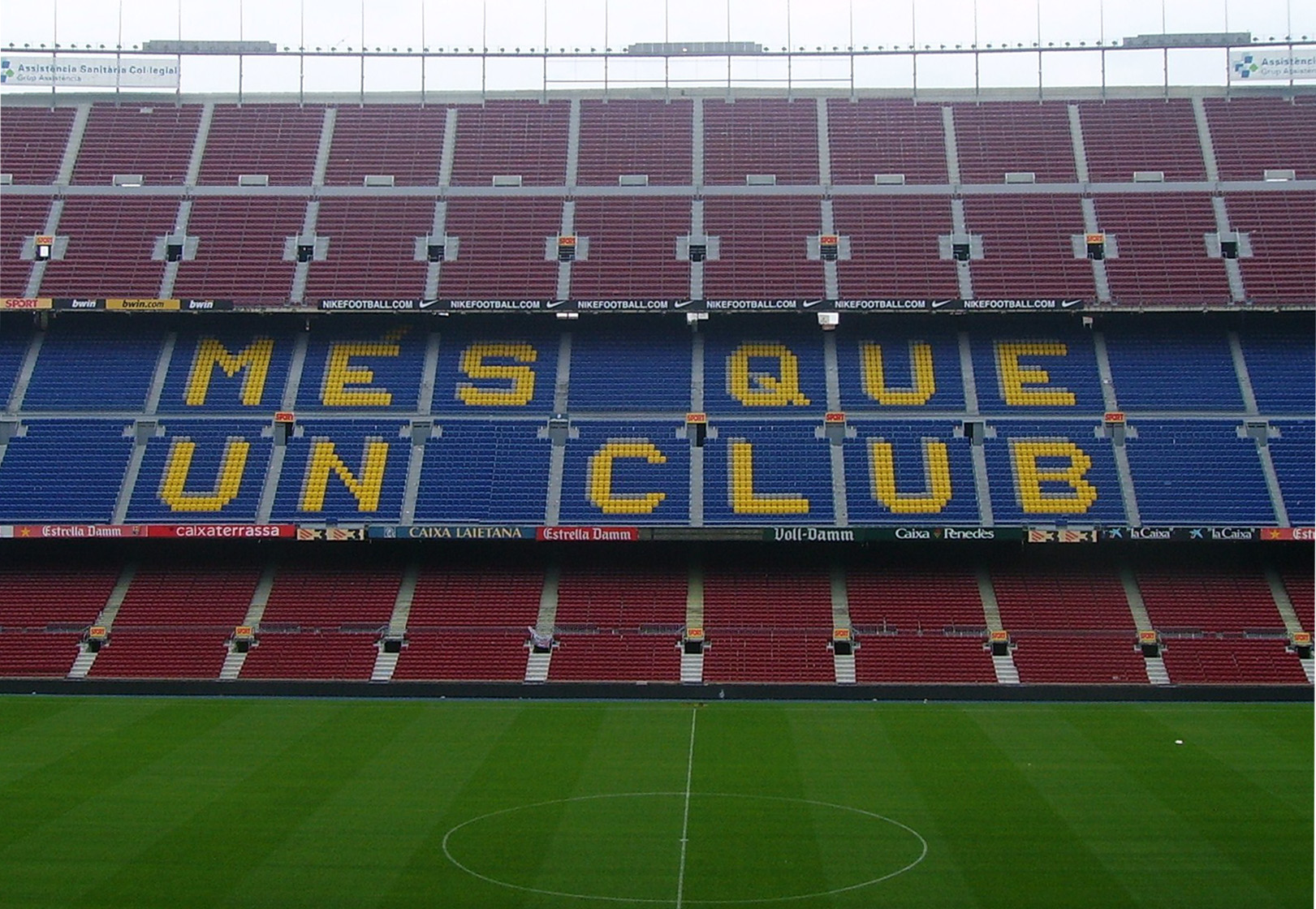
Camp Nou

## A Nou Camp fejlesztése
Megnyitása óta a Nou Campot napról napra fejlesztik és alkalmassá teszik az idő múlásával felmerülő újabb és újabb igények kielégítésére. Az évek alatt a klub megújította az építményt és környezetét, új létesítményeket építettek és a legmodernebb technikával szerelték fel a stadiont.
Amikor átadták, a Nou Camp kapacitása 93 053 fő volt (az eredeti 150 ezres tervet feladták), s a játéktér 107x72 méter nagyságú volt. Építése során leginkább betont és vasat használtak.
Az eltelt évek során fokozatosan bővítették, az 1982-es spanyolországi világbajnokság miatt 115.000 főre növelték a befogadóképességét. Fokozatosan kiépítették a sajtó munkatársai számára és a TV-közvetítéshez szükséges helyiségeket. Az elnöki páholy mellett az alapítvány tagjainak és magáncélra is épült néhány. Kiépítették a világítási rendszert, az első reflektorfényes meccset 1959. szeptember 23-án játszották a CDNA Sofia ellen. A nézők szórakoztatását modern kihangosító berendezés és színes, nagyméretű eredményjelző tábla szolgálja. A létesítmény alatt kialakított garázsban jelenleg 800 gépkocsi parkolását tudják biztosítani, emellett 8 lift segíti a szurkolók mozgatását.
Napjainkban 98 787 ülőhelyen követhetik figyelemmel a nézők a mérkőzéseket. A stadion legmagasabb pontja 48 méter, a létesítmény alapterülete pedig 55 000 m2.
Az 1998-99-es szezon során az UEFA "ötcsillagos stadion" minősítéssel ismerte el a Barça otthonának nagyszerűségét. A stadionban a klub történetét bemutató múzeumot és művészeti galériát alakítottak ki, s a régi játékosok és a VIP vendégek saját részlegből tekinthetik meg a mérkőzéseket.
2009. szeptember 24-én - Barcelona védőszentje, Irgalmas Szűz Mária ünnepén - a stadionba vezető felüljáró közelében átadták Montserrat García Rius szobrászművész Kubala László emlékét megörökítő szobrát.

## Rendezvények
Átadása óta a Nou Camp rengeteg sport és kulturális rendezvénynek adott otthont. II. János Pál pápa miséjén, 1982. november 7-én 120 000-en vettek részt, de több híres könnyű- és komolyzenei előadó is fellépett a katalán szentélyben. Érdekesség, hogy 1963-ban a megszokottaktól eltérően nem Madridban, hanem Barcelonában rendezték a Franco tábornok tiszteletére kiírt Generalisimo Kupa döntőjét, melyen a Barça 3:1 arányban legyőzte a Real Zaragoza együttesét.
1982-ben hazai pályán 100 000 néző előtt hódította el a KEK-et a Barça a Standard Liege ellenében. Több európai kupadöntőnek is otthont adott a stadion, 1972-ben a KEK döntőben játszott a Glasgow Rangers és a Gyinamo Moszkva (3:2). 1989-ben az AC Milan ünnepelhette itt a BEK elhódítását, miután 4:0-ra kiütötte a Steaua Bukarestet. Legutóbb 1999-ben egy emlékezetes Bajnokok Ligája döntőben diadalmaskodott a Manchester United a Bayern München felett (2:1).
Az 1982-ben a Spanyolországban rendezett Labdarúgó Világbajnokság nyitómérkőzésének volt helyszíne a Nou Camp, s összesen öt meccset játszottak ebben a stadionban. Az 1992-es barcelonai olimpia játékok labdarúgó küzdelmeinek központi helye volt a létesítmény, s 1992. augusztus 8-án itt játszották a Spanyolország – Lengyelország döntőt, ahol a katalán csapat játékosait is felvonultató hazaiak győztek 3:2-re.
Az utolsó nagy ceremóniát a klub 100 éves évfordulóján rendezték. Az ünnepségek csúcsaként a Barça 2:2-es döntetlent ért el a brazil nemzeti tizenegy ellen. A meccs előtt a csapat összes korábbi játékosa felvonult a játéktérre.
Híres rendezvények a stadionban:
- II. János Pál pápa által pontifikált mise, 1982. november 7.
- Lluís Llach koncertje, 1985. július 7.
- Frank Sinatra koncertje, 1988 júliusában
- Bruce Springsteen koncert, 1988. augusztus 3.
- Michael Jackson koncert, 1988. augusztus 9.
- Julio Iglesias koncert, 1988. szeptember 8.
- 1988. szeptember 10., Amnesty International által szervezett koncert, melyen fellépett Bruce Springsteen, Sting, Peter Gabriel, Youssou N'Dour, és Tracy Chapman.
- 1997. július 13.: A Három tenor fellépése: José Carreras, Plácido Domingo és Luciano Pavarotti.
- 1999. október 1.: José Carreras koncertje, a Barcelona centenáriumi rendezvényén.
- 2005. augusztus 7. A U2, koncertje a "Vertigo Tour" keretében.
- 2009. június 30. A U2, U2 360° Tour nyitókoncertje.

A stadion 50-ik születésnapja alkalmából, 2007-ben a Barca nemzetközi pályázatot írt ki a létesítmény felújítására. A pályázat kiírásakor kikötötték, hogy az épületnek szimbolikus építménynek kell lennie a felújítás után, illetve hogy a nézőtér legalább felét be kell fedni.
2007. szeptember 18-án a brit Norman Fostert, és irodáját hirdették ki győztesként, ők tervezhetik meg a felújítást. Ennek értelmében 15 000 nézővel nő a befogadóképesség 113 000-re. A beruházás előrelátható költsége 250 millió €.

## Képek

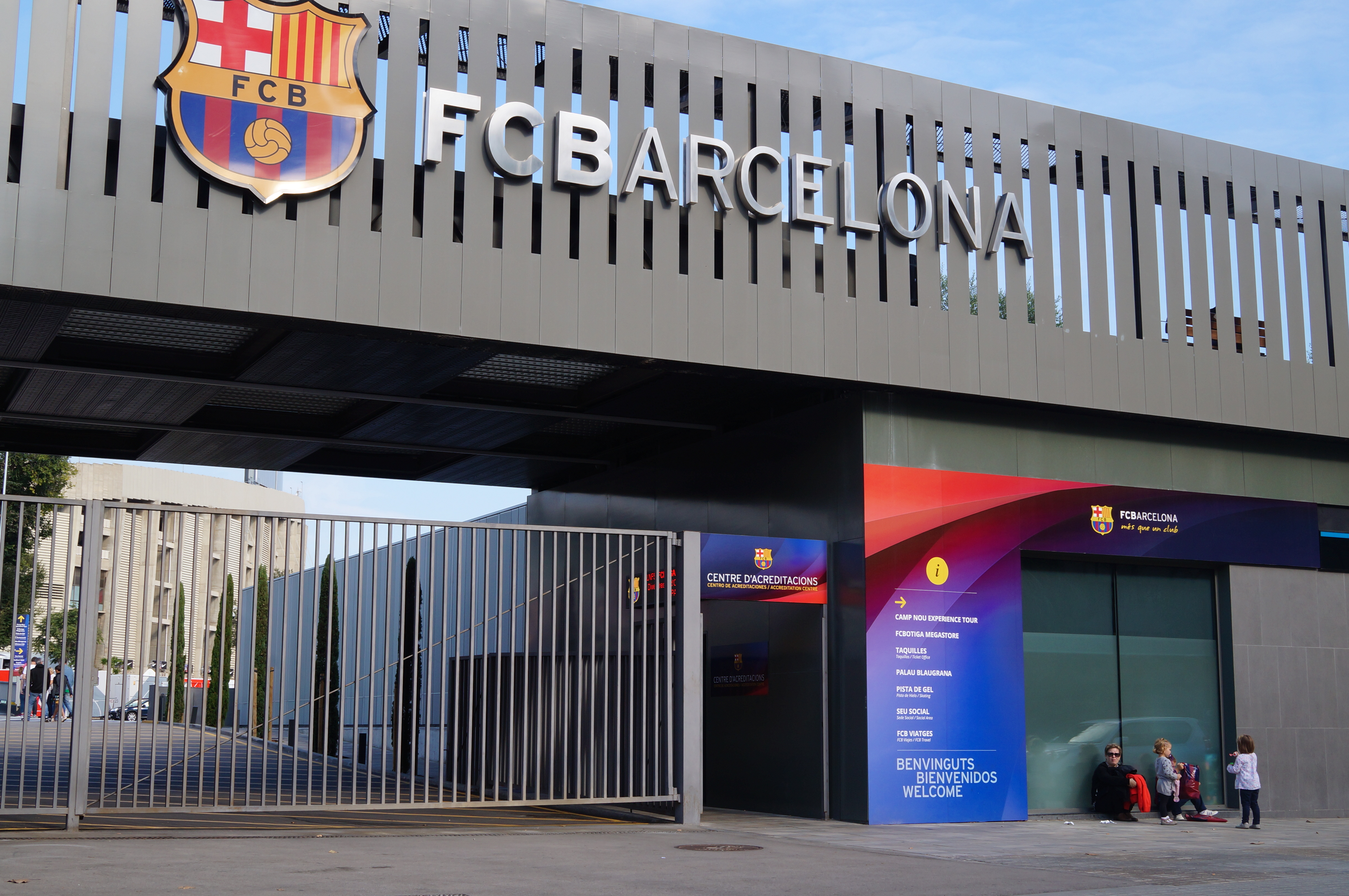
főbejárat
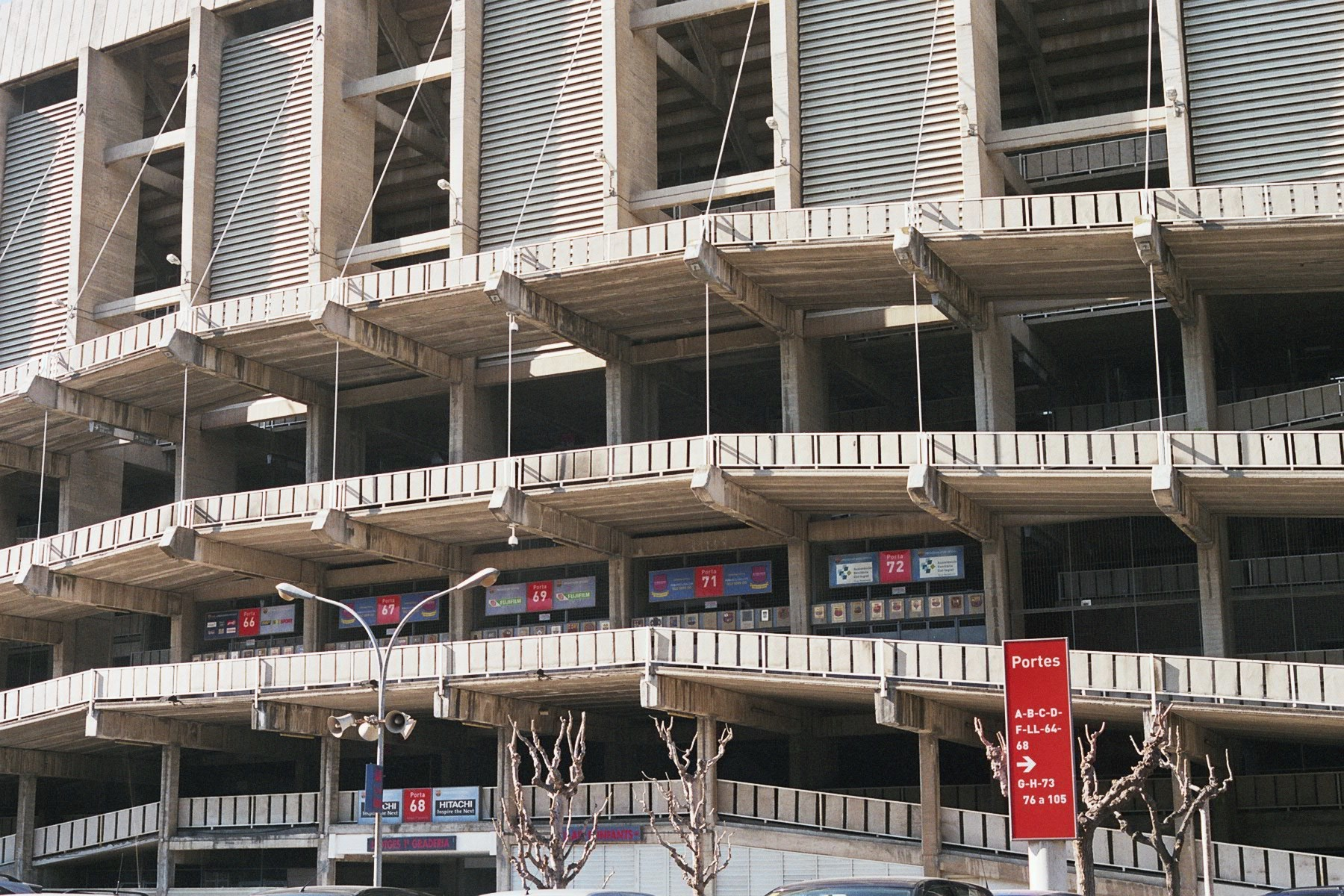
Kapuk
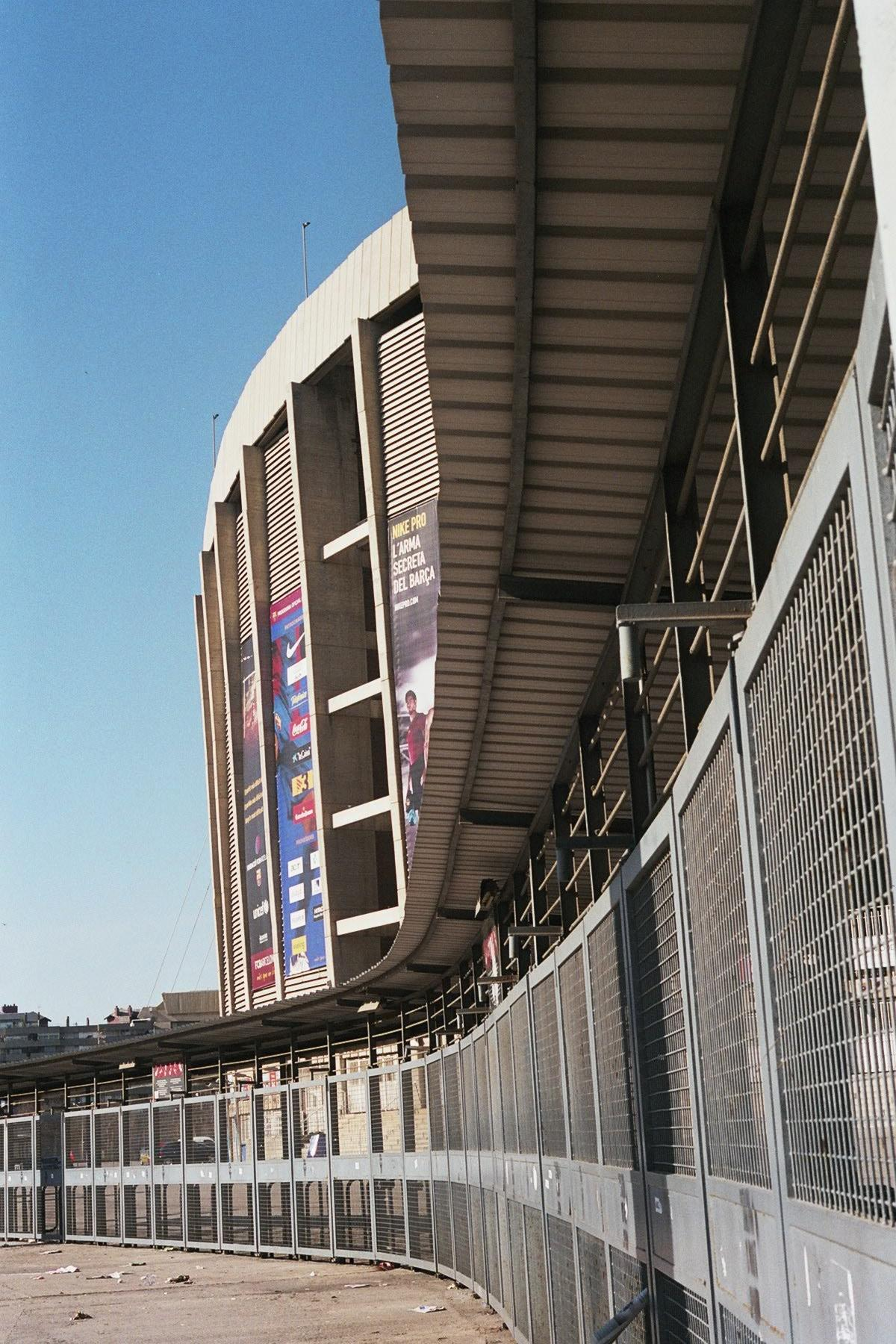
Bejárat
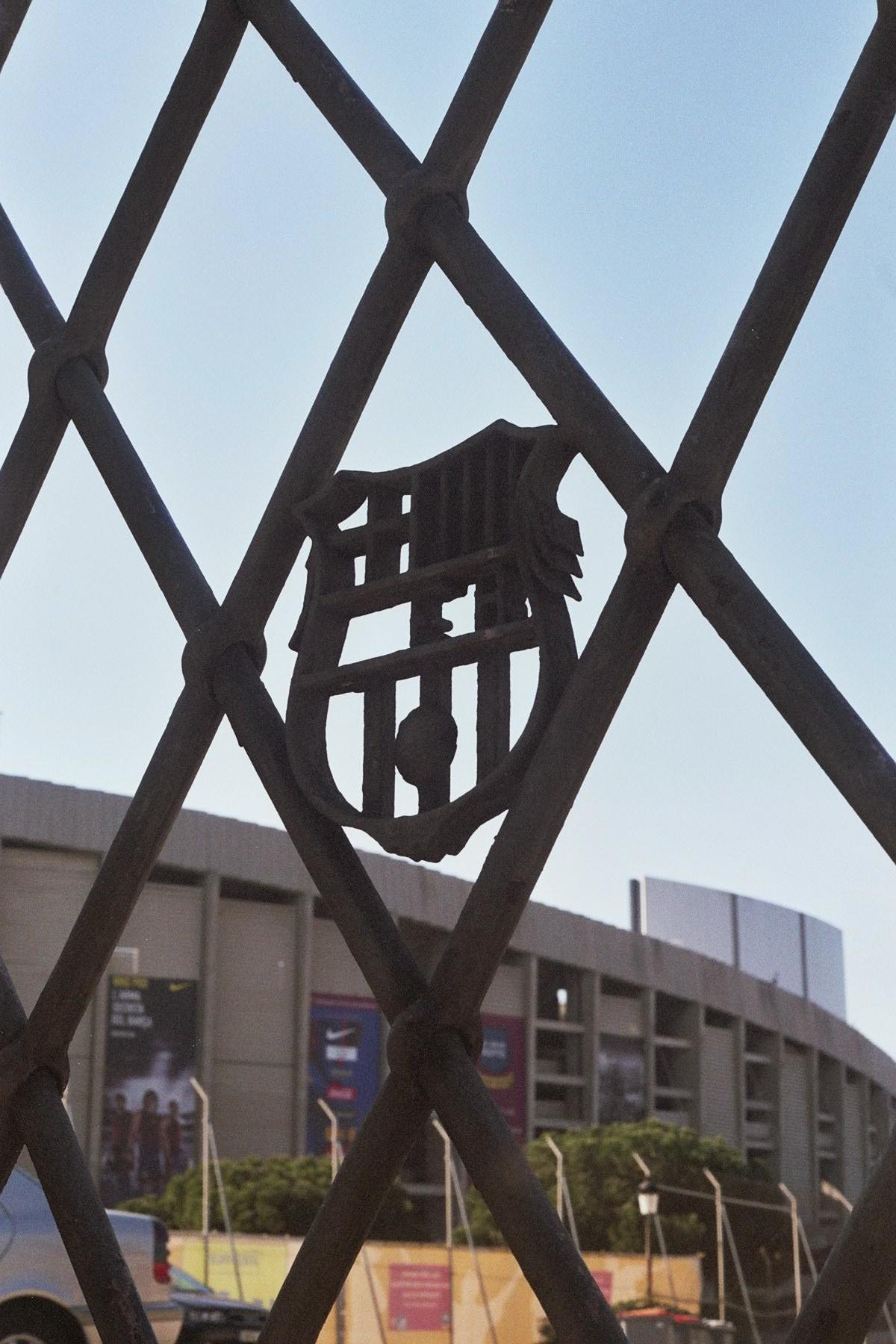
A stadion és klub címere
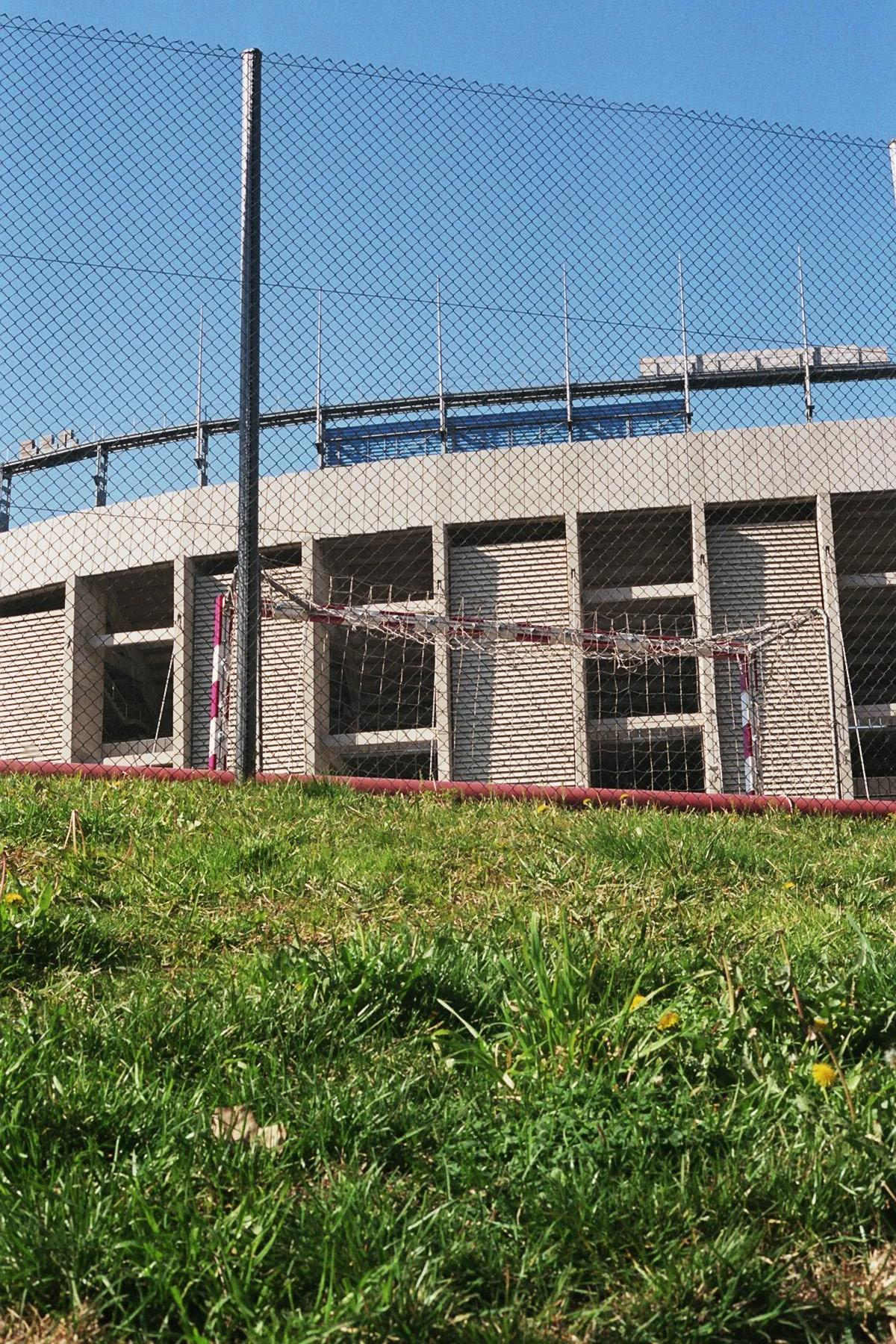
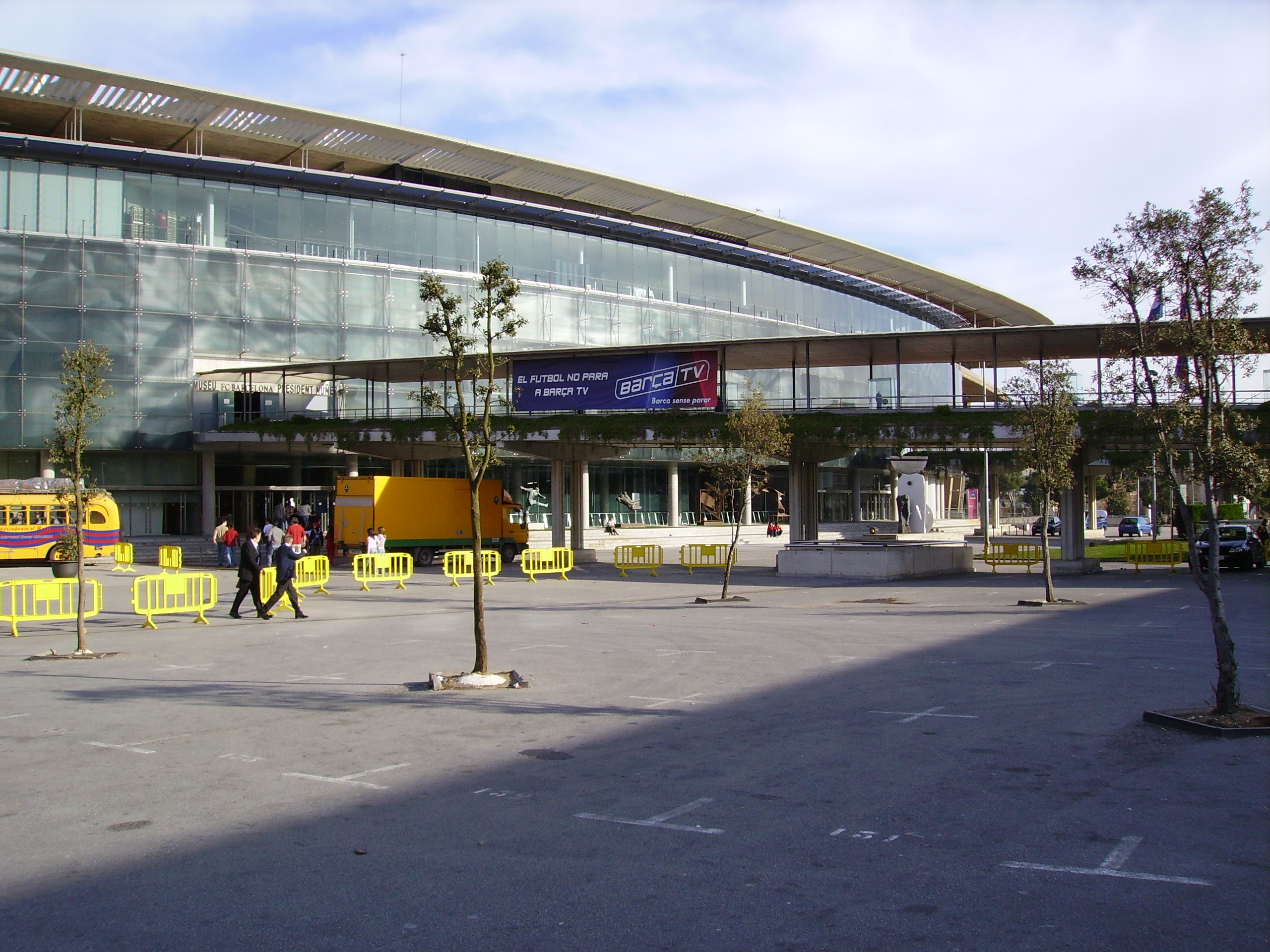
Felüljáró a múzeumhoz és főbejárat
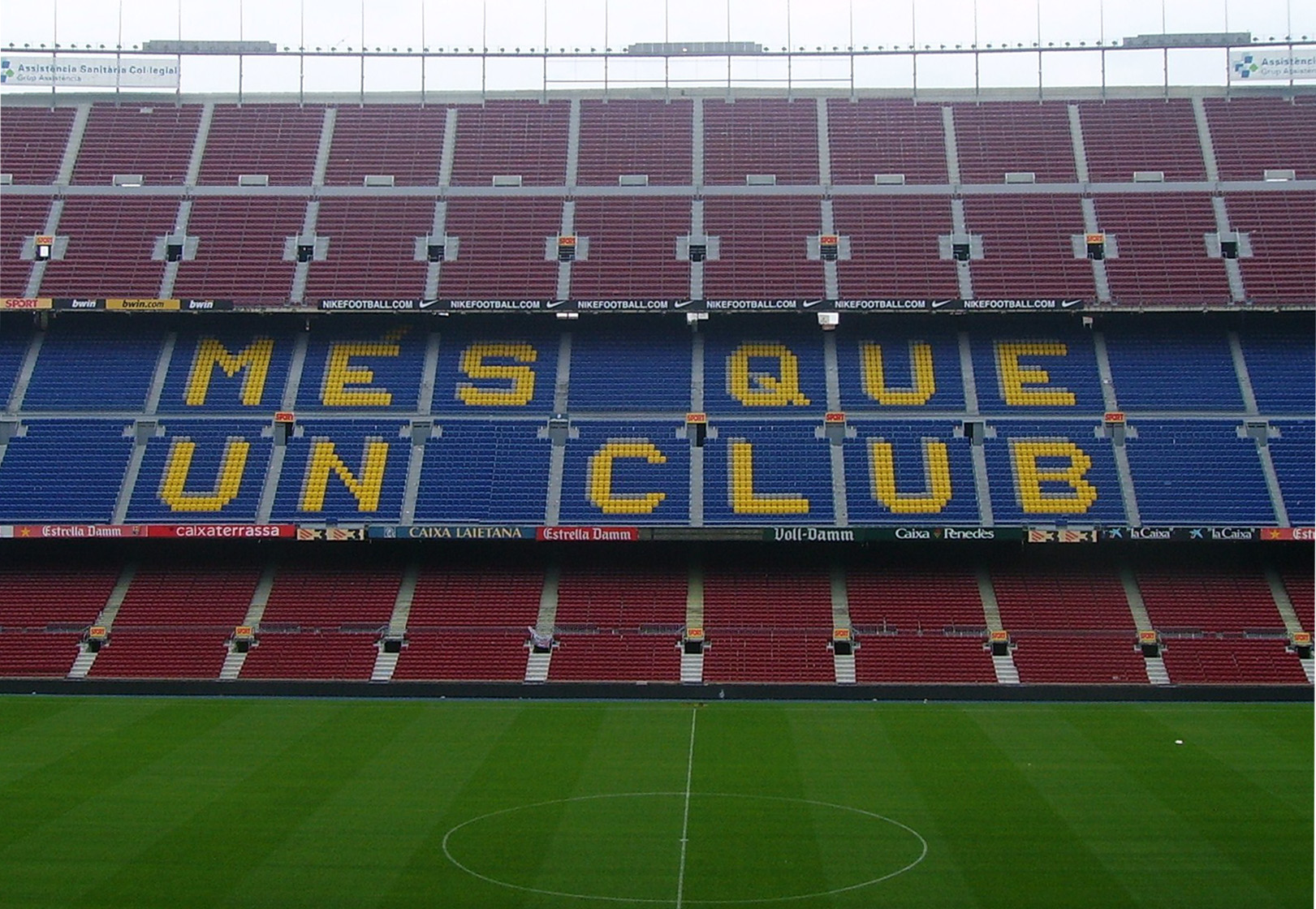
A Barca mottója: Més que un club (magyarul: Több, mint egy klub)
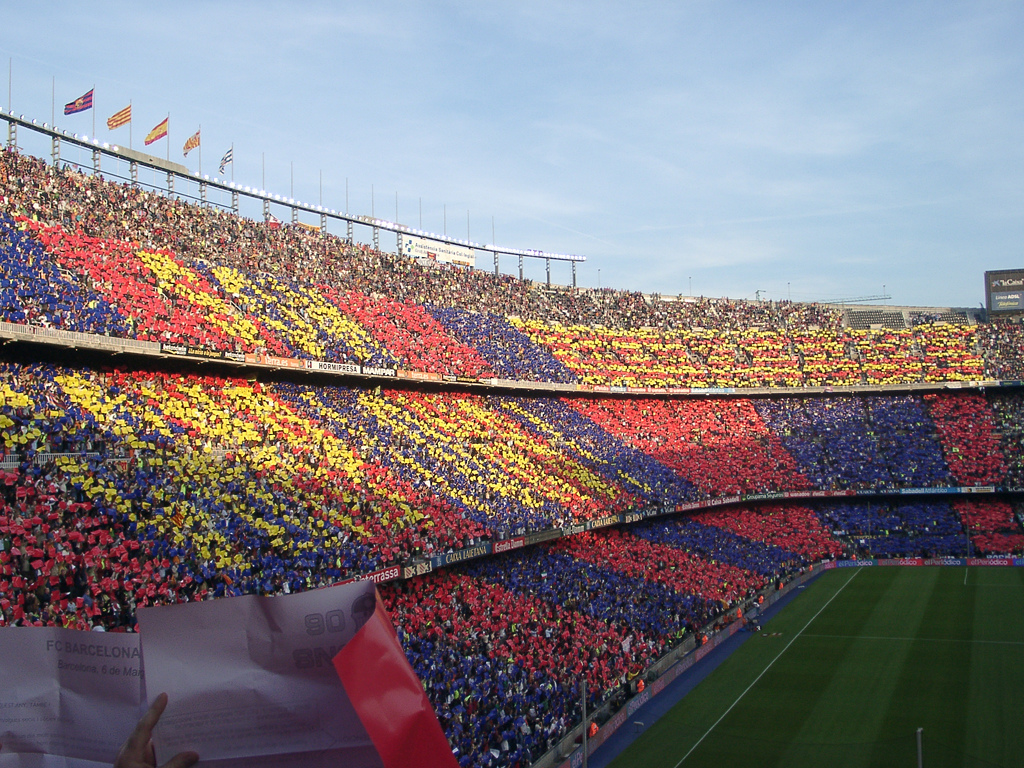
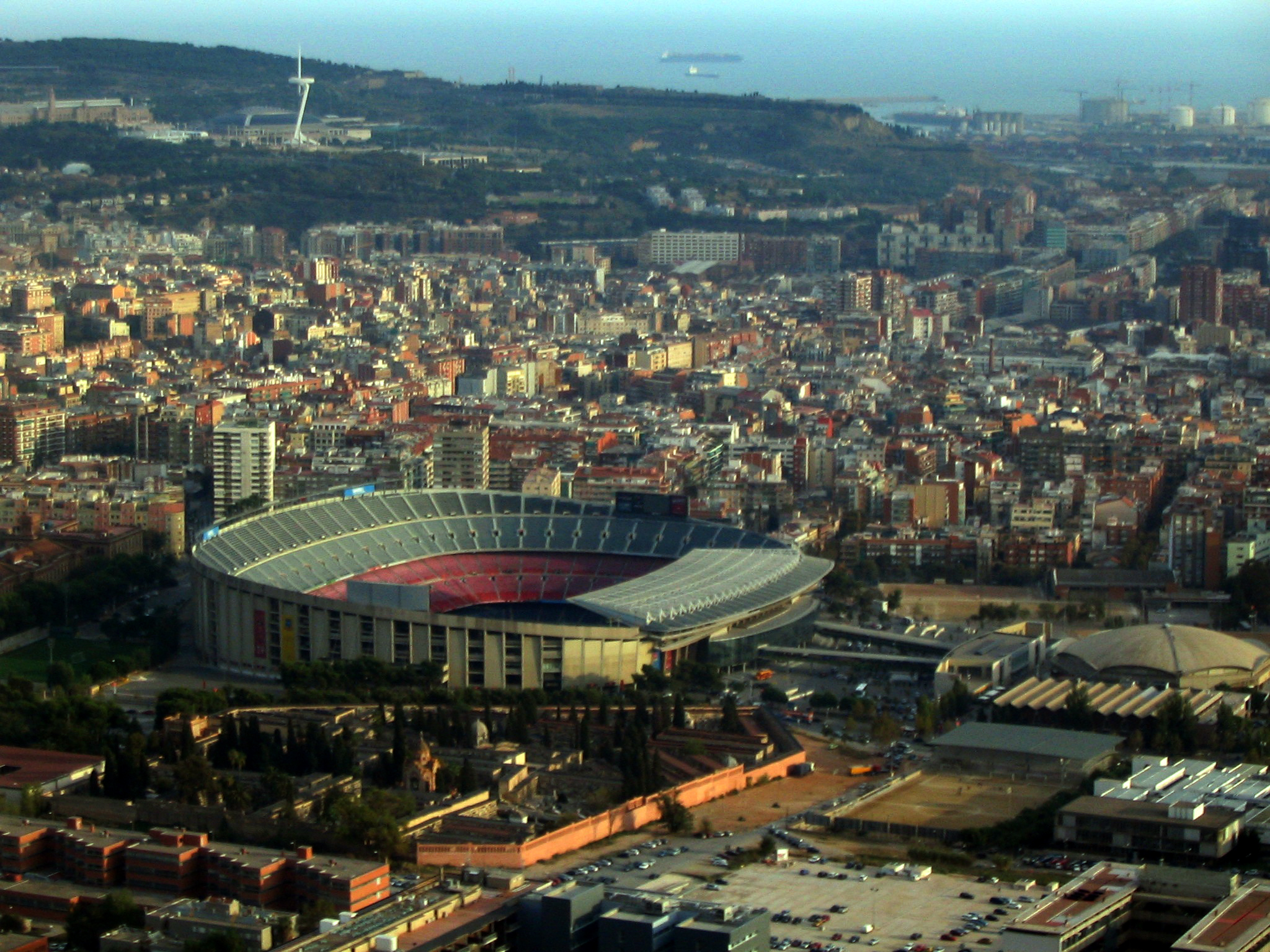
Madártávlatból
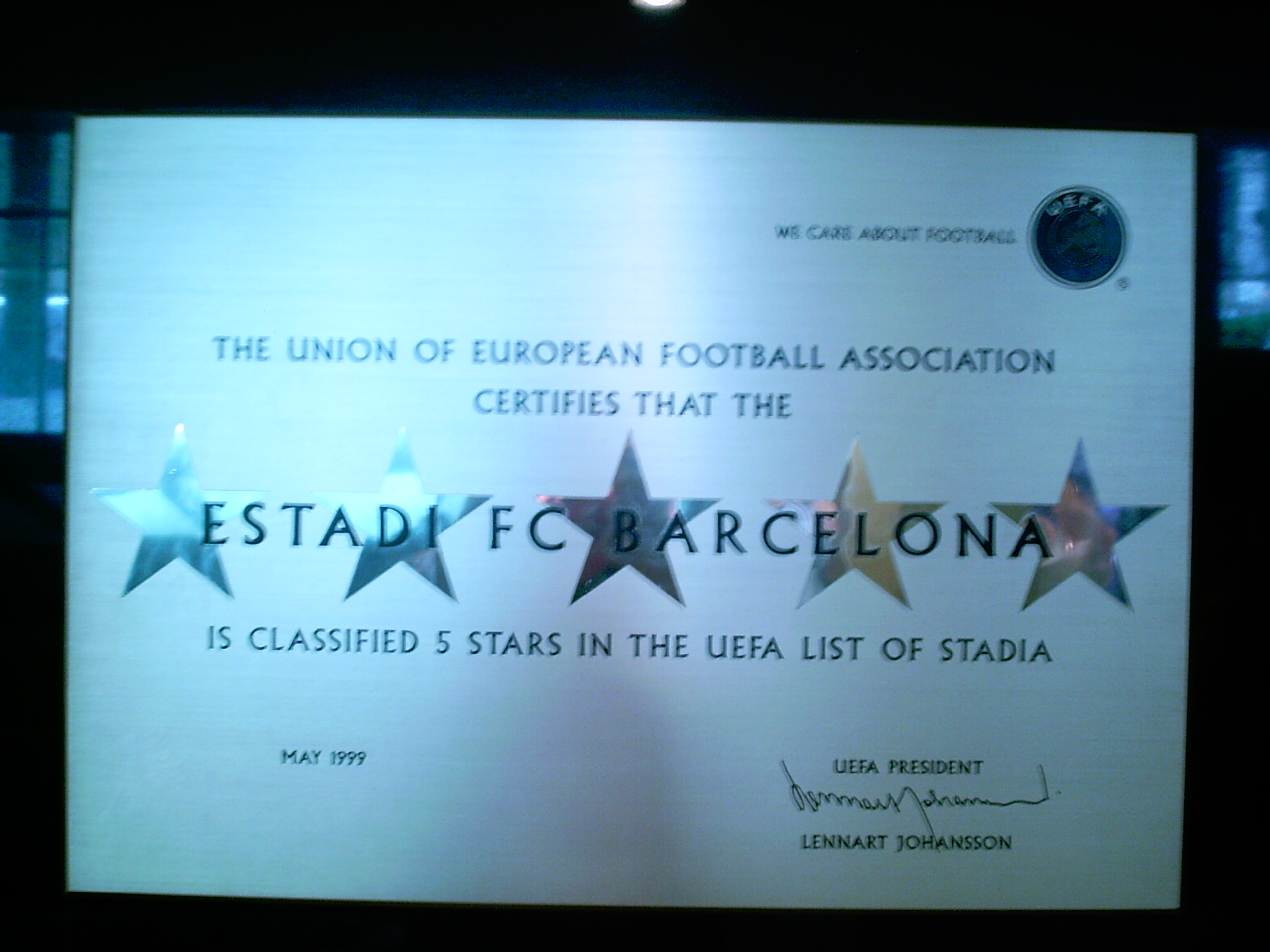
Ötcsillagos stadion
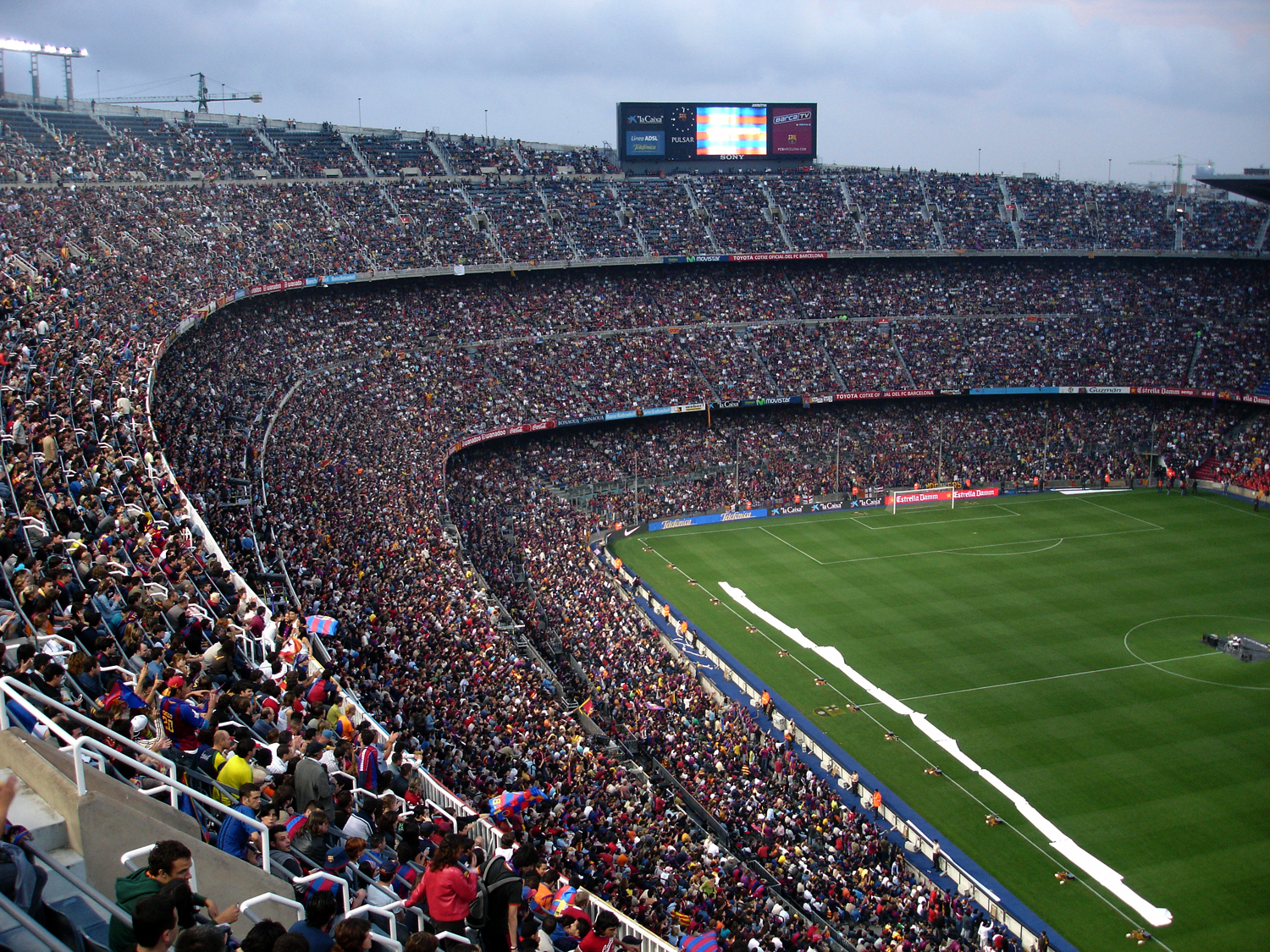
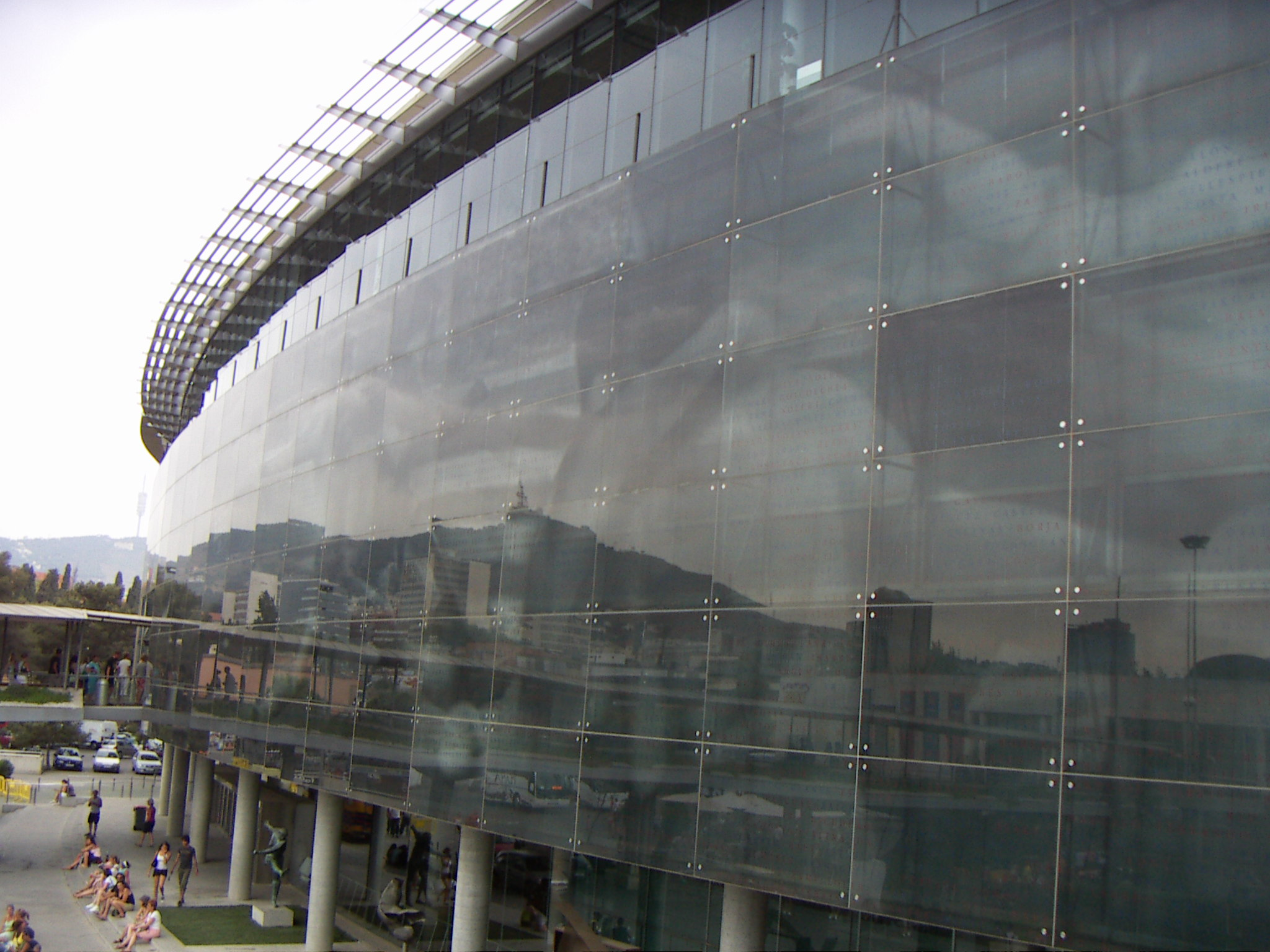
Külső üvegborítás a főbejárat felett
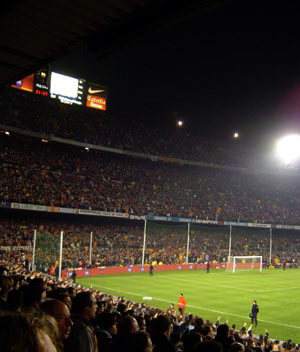
Barca-Real meccs, 2003. december 6-án